# Qu'est-il arrivé à Baby Jane ?
Pour plus de détails, voir Fiche technique et Distribution.
Qu'est-il arrivé à Baby Jane ? (What Ever Happened to Baby Jane?) est un film américain réalisé par Robert Aldrich, sorti en 1962.

## Synopsis
Jane et Blanche Hudson sont deux sœurs. Jane Hudson est une véritable enfant vedette dans les années 1920, grâce à une chanson reprise par toute l'Amérique. Elle est surnommée Baby Jane, et une poupée à son effigie est commercialisée sous ce nom. Mais passée l’adolescence, le public l’a complètement oubliée. Et c'est sa sœur, Blanche, qui devient célèbre à son tour en devenant une actrice de cinéma renommée et appréciée du public. Blanche use de son pouvoir à Hollywood pour que sa sœur obtienne des rôles ; les producteurs se plient à cette exigence, mais l'ex enfant star est devenue une piètre actrice et ses films restent très loin du succès, au point que l'un d'eux ne sera même pas diffusé aux États-Unis. Un terrible accident de voiture met cependant fin à la grande carrière de Blanche. Désormais en fauteuil roulant, elle devient dépendante de sa sœur déchue. Cette situation sera l'occasion pour Jane de se venger d'elle. Lorsqu'une chaîne de télévision rediffuse sur une période la filmographie de Blanche, cette dernière est de nouveau encensée par ses fans. Cela provoque chez Jane, plus encore qu'à l'habitude, aigreur, jalousie et une effrayante folie. Un coup de théâtre brouillera les cartes quant aux véritables raisons de l'accident de Blanche que les pontes d'Hollywood s'étaient empressés d’étouffer.

## Fiche technique

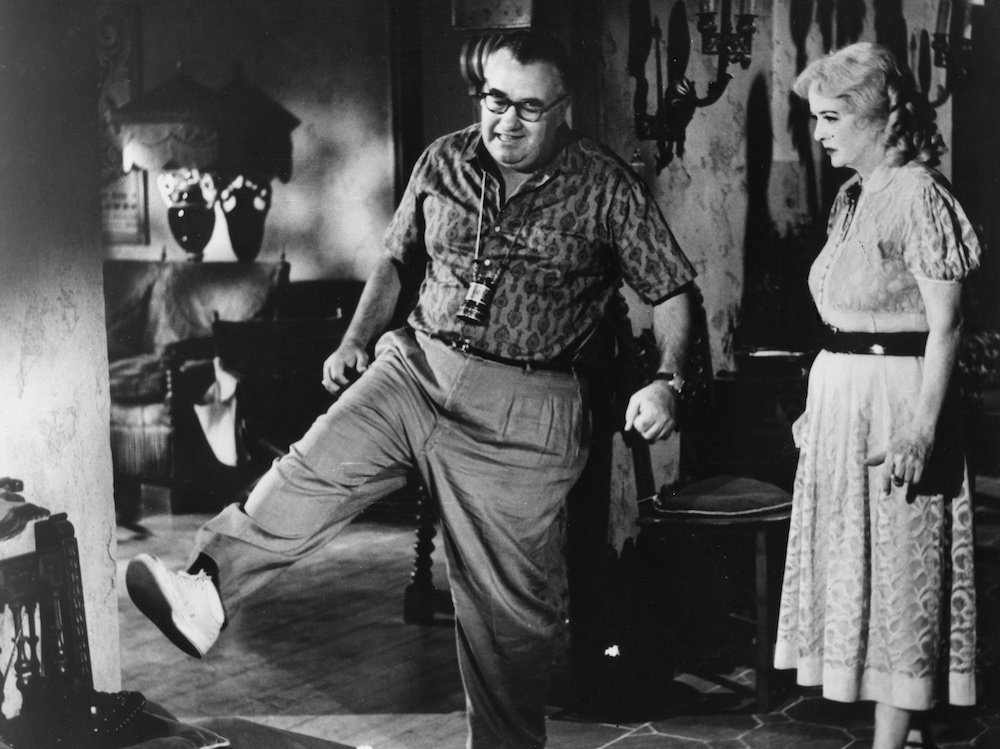
Le réalisateur Robert Aldrich avec Bette Davis pendant le tournage.

- Titre : Qu'est-il arrivé à Baby Jane ?
- Titre original : What Ever Happened to Baby Jane?
- Réalisation : Robert Aldrich
- Scénario : Lukas Heller (en) d'après le roman de Henry Farrell
- Superviseur dialogues : Robert Altman
- Photographie : Ernest Haller
- Montage : Michael Luciano
- Musique : Frank De Vol, Sidney Cutner (non crédité), Ruby Raksin (non crédité)
- Chorégraphe : Alex Romero
- Décors : William Glasgow (en)
- Costumes : Norma Koch
- Producteur : Robert Aldrich, Kenneth Hyman (en) (production exécutif)
- Société de production : The Associates & Aldrich Company
- Société de distribution : Warner Bros.
- Pays de production :  États-Unis
- Langue : anglais
- Principaux lieux de tournages[1]: 
  - McCadden Pl., Hancock Park, (extérieurs de la maison des sœurs Hudson), Los Angeles, Californie (États-Unis)
  - Producers Studios (intérieurs), Los Angeles (États-Unis)
- Format : Noir et Blanc 35 mm - 1:37.1 - Mono
- Genre : Drame
- Durée : 128 minutes
- Dates de tournage : du 23 juillet au 12 septembre 1962
- Dates de sortie : 
  - États-Unis : 26 octobre 1962 (première à New York)
  - France :  17 mai 1963
- Public : Film interdit aux moins de 12 ans en France
- Affiches : Bill Gold (États-Unis), Raymond Elseviers (Belgique)

## Distribution

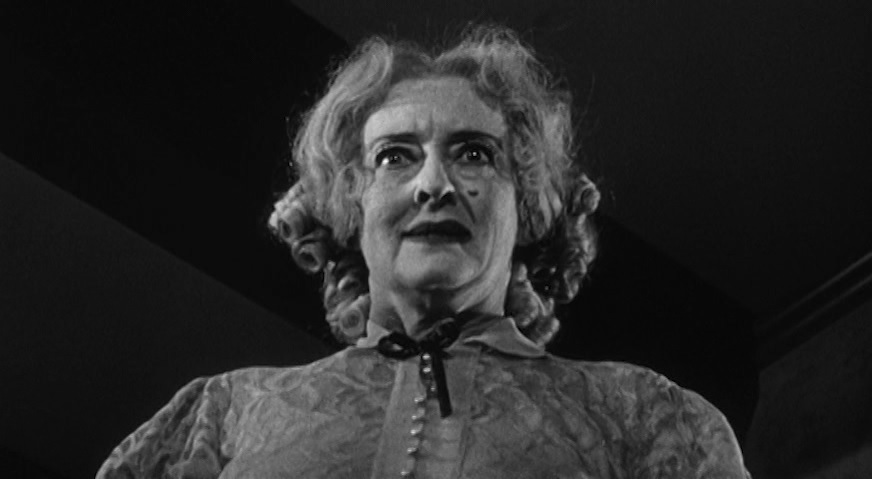
Bette Davis.

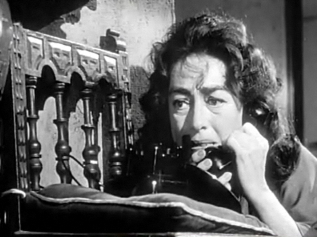
Joan Crawford.

- Joan Crawford (VF : Sylvie Deniau) : Blanche Hudson
- Bette Davis (VF : Marie Francey) : Baby Jane Hudson
- Victor Buono (VF : Jacques Dynam) : Edwin Flagg
- Wesley Addy : Marty Mc Donald
- Julie Allred : Baby Jane Hudson en 1917
- Anne Barton (en) : Cora Hudson
- Marjorie Bennett : Dehlia Flagg
- Bert Freed : Ben Golden
- Anna Lee : Mme Bates
- Maidie Norman : Elvira Stitt
- Dave Willock(VF : Marc Cassot) : Ray Hudson
- Barbara Merrill : Liza Bates
- Robert O. Cornthwaite (VF : Claude Bertrand) : Le docteur Shelby
- Murray Alper (non crédité) : un projectionniste

## Autour du film
- Le personnage de Baby Jane Hudson fut souvent rapproché et comparé à celui de Norma Desmond, interprétée par Gloria Swanson dans le film Boulevard du crépuscule. En effet, les deux personnages s'accrochent désespérément à leur ancienne carrière artistique glorieuse, jusqu'à en sombrer dans la folie. Au point que la fin des deux films est similaire : dans Boulevard du Crépuscule, l'ancienne grande actrice descend les marches comme une star faisant son entrée, devant les caméras, alors qu'en fait la télévision est là pour filmer son arrestation pour meurtre. Dans Qu'est-il arrivé à Baby Jane ?, l'ex fillette adulée par Hollywood, devenue une personne âgée, refait le numéro de danse de son enfance, sur la plage, devant la foule, qui en fait n'est pas là pour l'admirer, mais pour comprendre pourquoi la police est présente, du fait qu'elle est soupçonnée du meurtre de sa gouvernante...
- « Monstrueux, c'est le mot qui convient, écrit Jean Tulard. L'affrontement des deux sœurs est monstrueux, les deux sœurs sont monstrueuses comme d'ailleurs leurs interprètes qui se détestaient mutuellement à la ville, et monstrueuse enfin est la mise en scène[2] ». Après un tournage difficile, l'affrontement continue entre les deux actrices lors de la cérémonie des Oscars où Bette Davis, nommée à l'Oscar de la meilleure actrice, voit la récompense échoir à Anne Bancroft, et Joan Crawford, en accord avec cette dernière (absente), aller la chercher sur scène[3]. En conséquence, Ryan Murphy crée en 2017 une série d'anthologie nommée Feud, sortie sur FX[4], dont la première saison est basée sur cette rivalité. Ici, Joan Crawford et Bette Davis sont interprétées respectivement par Jessica Lange et Susan Sarandon.
- La scène finale sur une plage de Malibu est située au même endroit que la fin d'un autre film du réalisateur tourné en 1955, En quatrième vitesse. On peut aussi apercevoir la maison où se déroule une partie de l'action du film.
- Barbara Merrill, qui interprète la fille de la voisine des sœurs Hudson, est la fille de Bette Davis. Ce petit rôle fut sa seule apparition au cinéma.
- En 1963, Ottavio Alessi réalise un remake parodique du film avec le célèbre acteur italien Totò dans le rôle titre. Che fine ha fatto Totò Baby? (que l'on traduirait par "Qu'est-il arrivé à Baby Totò?")
- Un remake pour la télévision a été réalisé en 1991 par David Greene avec Vanessa Redgrave et sa sœur Lynn Redgrave, respectivement dans les rôles de Blanche et de Jane. Homonyme en anglais, le téléfilm fut diffusé en France sous le titre "Qu'est-il arrivé aux sœurs Hudson ?"

## Distinctions

### Récompenses
- Oscar des meilleurs costumes

### Nominations
- Oscar de la meilleure actrice pour Bette Davis
- Oscar du meilleur acteur dans un second rôle pour Victor Buono
- Oscar de la meilleure photographie
- Oscar du meilleur son
- Golden Globe de la meilleure actrice pour Bette Davis
- Golden Globe du meilleur acteur dans un second rôle pour Victor Buono
- BAFTA de la meilleure actrice pour Joan Crawford
- BAFTA de la meilleure actrice pour Bette Davis